# Illiers-Combray
Illiers-Combray is een gemeente in het Franse departement Eure-et-Loir (regio Centre-Val de Loire). De plaats maakt deel uit van het arrondissement Chartres. Het is de hoofdplaats van het kanton Illiers-Combray. Illiers-Combray telde op 1 januari 2022 3.228 inwoners.

## Naam
Tot 1971 heette de plaats Illiers. Marcel Proust beschreef het dorp in zijn roman Op zoek naar de verloren tijd (À la recherche du temps perdu) onder de naam "Combray". Als hommage aan de schrijver, die in zijn jeugd verschillende vakanties bij zijn tante in Illiers doorbracht, werd deze naam in diens honderdste geboortejaar toegevoegd aan de oorspronkelijke plaatsnaam.

## Geografie
De oppervlakte van Illiers-Combray bedroeg op 1 januari 2022 33,6 vierkante kilometer; de bevolkingsdichtheid was toen 96,1 inwoners per km². Illiers-Combray ligt aan de Loir.

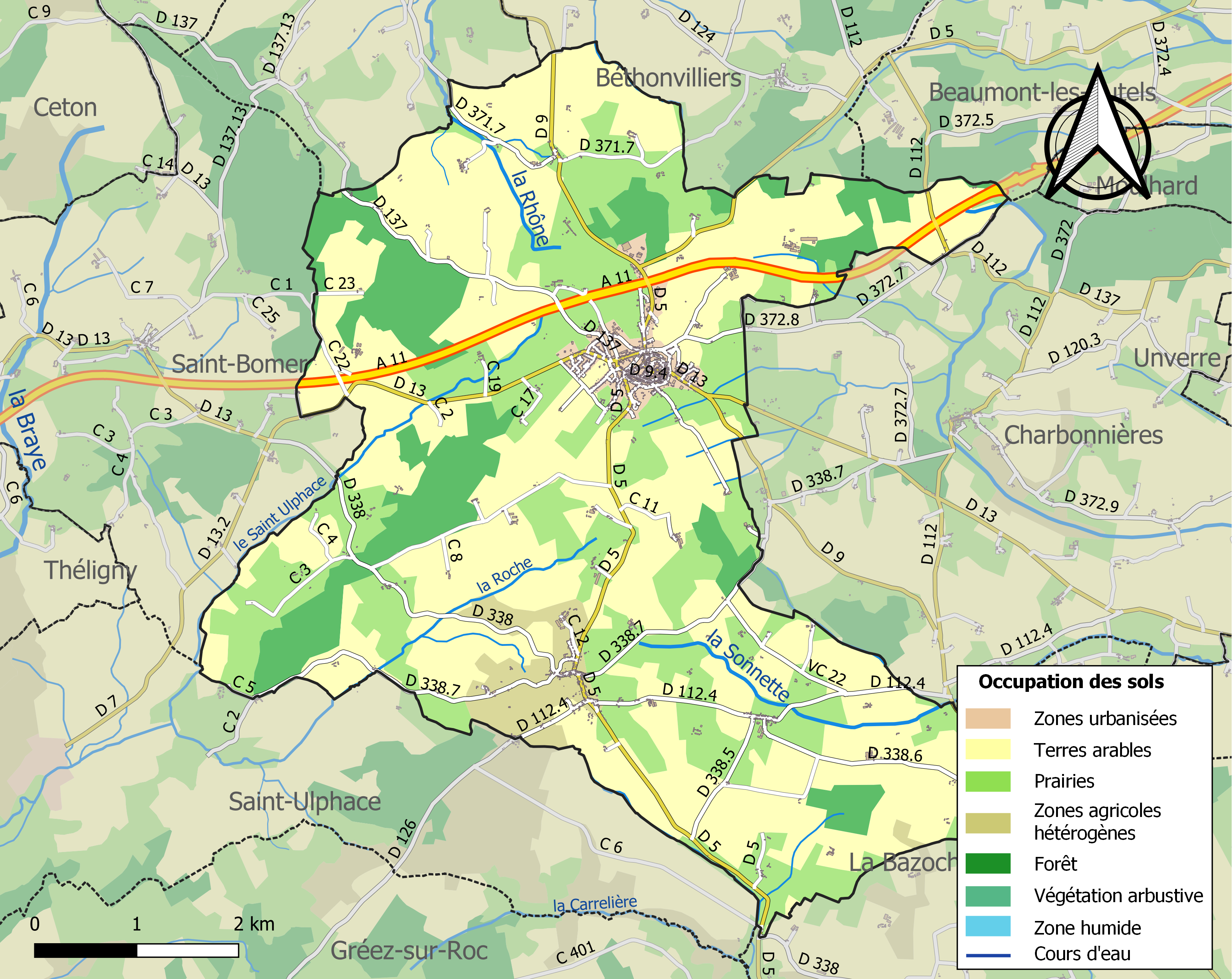
Kaart van de gemeente met belangrijkste infrastructuur, bodemgebruik en omliggende gemeenten

## Bezienswaardigheden
De kerk Saint-Jacques is gebouwd in de 14e, 15e en 16e eeuw. Van het kasteel van Illiers resten nog enkele torens en het ingangsgebouw.
De Jardin du Pré-Catelan, een park dat werd aangelegd in het midden van de 19e eeuw, werd door Proust beschreven als het parc de Tansonville. Het park is sinds 1999 geklasseerd als monument.

## Verkeer en vervoer
In de gemeente ligt spoorwegstation Illiers-Combray.

## Demografie
Onderstaande figuur toont het verloop van het inwonertal (bron: INSEE-tellingen).